# Ruia Morrison
Ruia Morrison (Tikirere, 8 maggio 1936) è un'ex tennista neozelandese.

## Biografia
Di etnia maori, Ruia Morrison nacque nel 1936 a Tikitere, una piccola comunità agricola nell'Isola del Nord della Nuova Zelanda. Era la terza dei nove figli nati da Hingawaka Morrison e Tanira Kingi.
Nel 1944, la famiglia si trasferì a Te Koutu, Rotorua. Ruia ebbe come primo coach il padre, che giocava sia a tennis sia a rugby.
Approdata al professionismo, Ruia Morrison divenne la prima donna maori a disputare Wimbledon. Nel 1957 uscì al quarto turno, l'anno dopo al terzo. 
Fu campionessa nazionale più volte, sia nel singolare sia nel doppio. Fece inoltre parte della squadra neozelandese in Federation Cup.
Dopo aver annunciato il ritiro dall'agonismo donò parte delle vincite a una fondazione di beneficenza. 
Dal 2001 è membro della Aotearoa Māori Tennis Association. Nel 2003 è stata inserita nella Māori Sports Hall of Fame.